# Cephalocoema borellii
Cephalocoema borellii är en insektsart som först beskrevs av Giglio-Tos  1894.  Cephalocoema borellii ingår i släktet Cephalocoema och familjen Proscopiidae. Inga underarter finns listade i Catalogue of Life.